# Einar Ekelund
Einar Vilhelm Ekelund, född 9 maj 1898 i Göteborgs Karl Johans församling, död 13 juni 1977 i Göteborgs Annedals församling, var en svensk vaktmästare och konstnär.
Han var son till pitpropsarbetaren Carl Vilhelm Ekelund och Alma Charlotta Börjesson samt från 1924 gift med Hulda Serafia Andersson (1903–1997).
Ekelund studerade konst för Albert och Hjalmar Eldh vid Slöjdföreningens skola i Göteborg 1922–1925. Där kom han in i en kamratkrets där Alf Lindberg, Olle Petterson och Sten Teodorsson utgjorde centralfigurerna denna grupp kom senare att få stor betydelse för Göteborgskonsten. På kvällarna tecknade han kroki vid Valands målarskola. 
Han anställdes 1921 vid Göteborgs stadsbibliotek och avancerade där till förste vaktmästare, och var verksam som konstnär vid sidan av sitt borgerliga arbete. Efter att han medverkat i ett flertal samlingsutställningar i Göteborg, Lidköping och Trollhättan. Han ställde ut tillsammans med Einar Christiansson och Olof Leyman i Göteborg 1969 med ett större antal arbeten. Hans konst består av stilleben, porträtt stadsbilder och landskap. Makarna Ekelund är begravda på Mariebergs kyrkogård i Göteborg.